# 科尔夸
科尔夸（法語：Corquoy，法語發音：[kɔʁkwa]）是法国谢尔省的一个市镇，位于该省中南部，主城区位于谢尔河左岸，属于圣阿芒蒙特龙区。2019年1月1日，相邻的圣吕奈斯整体并入本市镇。

## 地理
科尔夸（46°53'50"N, 2°17'31"E）面积36.57 平方千米，位于法国中央-卢瓦尔河谷大区谢尔省，该省份为法国中部省份，北起卢瓦雷省，西接卢瓦-谢尔省和安德尔省，南至克勒兹省，东南接阿列省，东临涅夫勒省。
与科尔夸接壤的市镇（或旧市镇、城区）包括：谢尔河畔新堡、拉庞、普里梅勒、沃内姆、塞吕埃勒、勒韦、阿尔赛。
科尔夸的时区为UTC+01:00、UTC+02:00（夏令时）。

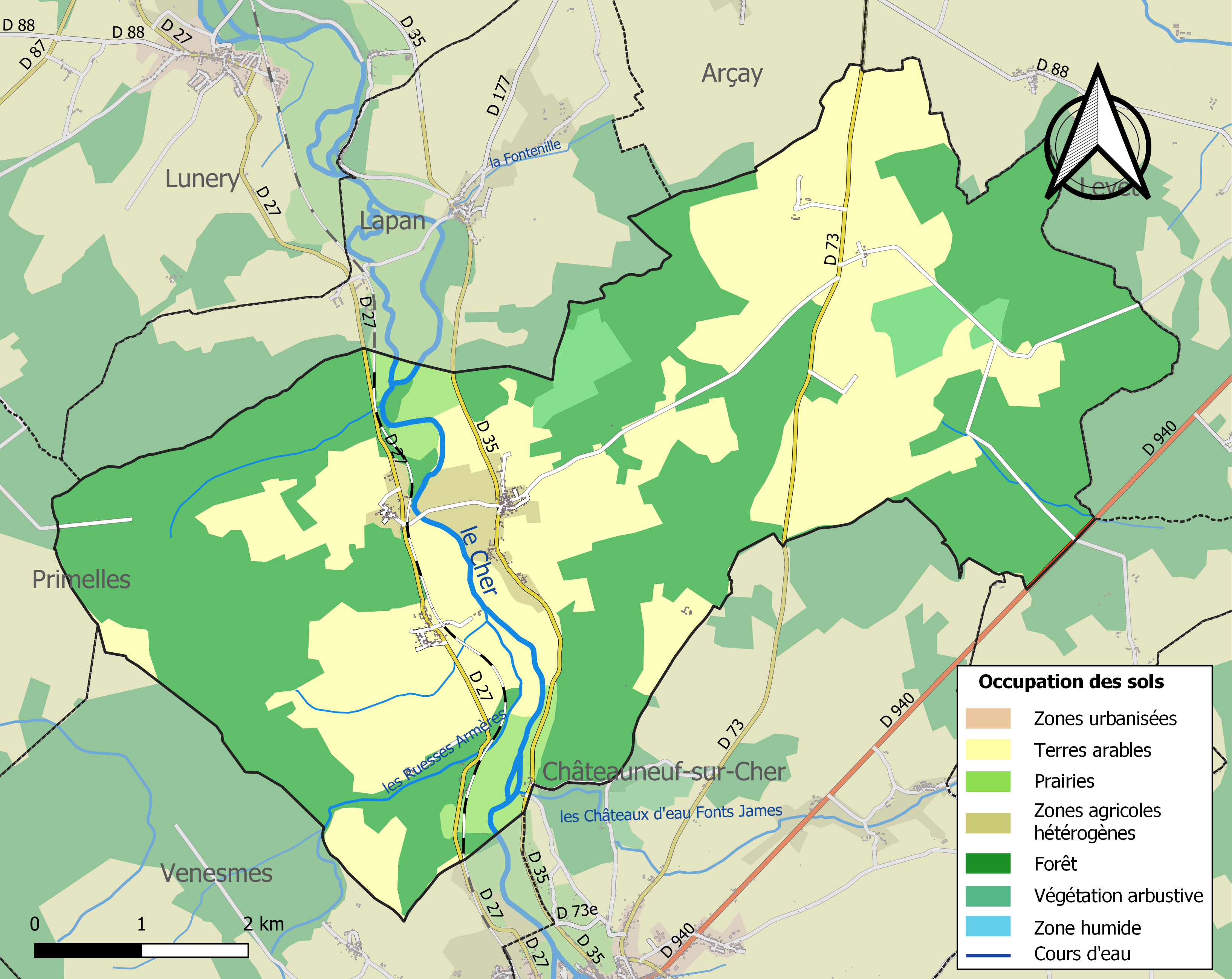
科尔夸的OSM定位图

## 行政
科尔夸的邮政编码为18190，INSEE市镇编码为18073。

## 政治
科尔夸所属的省级选区为特鲁伊县。

## 人口

1962-2008年间科尔夸人口变化图示

科尔夸于2022年1月1日时的人口数量为199人。